# Coheed and Cambria
Coheed and Cambria je americká rocková skupina. Vznikla v roce 1995 pod názvem Beautiful Loser, který nedlouho poté změnila na Shabütie. Pod tímto názvem vyšla tři první EP – Plan to Take Over the World, The Penelope EP (1999) a Delirium Trigger (2000). První album, již pod názvem Coheed and Cambria, skupina vydala v únoru 2002 a dostalo název The Second Stage Turbine Blade. V současné době skupinu tvoří zpěvák a kytarista Claudio Sanchez, kytarista Travis Stever, bubeník Josh Eppard a baskytarista Zach Cooper.

## Diskografie
Studiová alba
- The Second Stage Turbine Blade (2002)
- In Keeping Secrets of Silent Earth: 3 (2003)
- Good Apollo, I'm Burning Star IV, Volume One: From Fear Through the Eyes of Madness (2005)
- Good Apollo, I'm Burning Star IV, Volume Two: No World for Tomorrow (2007)
- Year of the Black Rainbow (2010)
- The Afterman: Ascension (2012)
- The Afterman: Descension (2013)
- The Color Before the Sun (2015)
- Vaxis – Act I: The Unheavenly Creatures (2018)
- Vaxis – Act II: A Window of the Waking Mind (2022)
- Vaxis – Act III: The Father of Make Believe (2025)